# Dipartimento di Goure
Il dipartimento di Goure è un dipartimento del Niger facente parte della regione di Zinder. Il capoluogo è Goure.

## Geografia antropica
Il dipartimento di Goure è suddiviso in 7 comuni:

### Comuni urbani
- Goure

### Comuni rurali
- Alakoss
- Boune
- Gamou
- Guidiguir
- Kelle
- Tesker